# Le pillole di Ercole
Le pillole di Ercole («Las píldoras de Hércules» en italiano) es una película de comedia italiana de 1960 dirigida por Luciano Salce y protagonizada por Nino Manfredi.

## Argumento
Un grupo de jóvenes médicos hace que un colega ingiera una droga estimulante como una broma. Bajo la influencia de la sustancia, el médico tiene una aventura con una clienta extranjera. El marido de la mujer, muy celoso, pide como reparación poder estar con la mujer del médico, quien se ve obligado por los acontecimientos a aceptar; no sin antes, sin embargo, haber contratado a una mujer dispuesta a hacer el papel de su esposa y satisfacer la demanda. Los problemas no se solucionan; al contrario, se acrecientan: entra en escena el padre de la mujer contratada y, sobre todo, la esposa real.

## Reparto
- Nino Manfredi como Doctor Nino Pasqui.
- Sylva Koscina como Silvia Pasqui, esposa de Nino.
- Jeanne Valérie como Odette.
- Vittorio De Sica como Coronel Piero Cuocolo.[1]
- Francis Blanche como Augusto.
- Piera Arico como Zaira.
- Nedo Azzini como Médico en el congreso de gerontología.
- Gianni Bonagura como Médico en el congreso de gerontología.
- Franco Bruno como Médico en el congreso de gerontología.
- Maria Elisabetta Franco como La segunda solterona.
- Annie Gorassini como Elisabetta Colasanti.
- Mitchell Kowall como Jonathan Braxton.
- Oreste Lionello como Gino, el botones del hotel.
- Lina Tartara Minora como La primera solterona (como Lina Minora).
- Andreina Pagnani como Carlota Attard.
- Mario Pascucci como Tramontana.
- Andrea Petricca como Médico en el congreso de gerontología.
- Franco Scandurra como El portero del hotel.
- Marco Tulli como Médico en el congreso de gerontología.
- Leopoldo Valentini como El cochero.
- Nietta Zocchi como Señora violentada.
- Ljuba Bodin como Catherine Braxton (sin acreditar).
- Franca Lazazzera como Doctora en el congreso de gerontología (sin acreditar).
- Tony Selvaggi como Médico en el congreso de gerontología (sin acreditar).

## Producción
La película fue el debut como director de Luciano Salce. Salce originalmente quiso contratar a Ennio Morricone para componer la banda sonora de la película (en lo que hubiera supuesto el debut cinematográfico de Morricone), pero el productor Dino De Laurentiis lo rechazó debido a que era desconocido en aquel momento y lo reemplazó con Armando Trovaioli. Morricone eventualmente trabajaría con Salce (y haría su debut) en Il federale.